# Coppa del Qatar (pallavolo maschile)
La Coppa del Qatar di pallavolo maschile è un torneo nazionale qatariota, organizzato dalla Federazione pallavolistica del Qatar.

## Storia
La Coppa del Qatar viene istituita nella stagione 1990-91 col nome di Coppa del Principe del Qatar. Dal 2014 il trofeo viene ribattezzato Coppa del Qatar.

## Albo d'oro
| Edizione                                                                   | Edizione    |  | Podio     | Podio                                     | Podio        |
| Anno                                                                       | Sede finale |  | Campione  | Risultato                                 | Finalista    |
| -------------------------------------------------------------------------- | ----------- |  | --------- | ----------------------------------------- | ------------ |
| Dal 1991 al 2013 la competizione è denominata Coppa del Principe del Qatar |             |  |           |                                           |              |
| 1991 Dettagli                                                              | -           |  | Al-Arabi  | 3 - ? (?)                                 | Al-Rayyan    |
| 1992 Dettagli                                                              | -           |  | Al-Arabi  | 3 - ? (?)                                 | Al-Ahly Doha |
| 1993 Dettagli                                                              | -           |  | Al-Rayyan | 3 - ? (?)                                 | Al-Arabi     |
| 1994 Dettagli                                                              | -           |  | Al-Arabi  | 3 - ? (?)                                 | Al-Rayyan    |
| 1995 Dettagli                                                              | -           |  | Al-Rayyan | 3 - ? (?)                                 | Al-Ahly Doha |
| 1996 Dettagli                                                              | -           |  | Al-Arabi  | 3 - ? (?)                                 | Qatar SC     |
| 1997 Dettagli                                                              | -           |  | Al-Arabi  | 3 - ? (?)                                 | Al-Rayyan    |
| 1998 Dettagli                                                              | -           |  | Al-Arabi  | 3 - ? (?)                                 | Al-Rayyan    |
| 1999 Dettagli                                                              | -           |  | Al-Arabi  | 3 - ? (?)                                 | Qatar SC     |
| 2000 Dettagli                                                              | -           |  | Al-Arabi  | 3 - ? (?)                                 | Al-Rayyan    |
| 2001 Dettagli                                                              | -           |  | Al-Arabi  | 3 - ? (?)                                 | Al-Rayyan    |
| 2002 Dettagli                                                              | -           |  | Al-Rayyan | 3 - ? (?)                                 | Al-Arabi     |
| 2003 Dettagli                                                              | -           |  | Al-Rayyan | 3 - ? (?)                                 | Qatar SC     |
| 2004 Dettagli                                                              | -           |  | Qatar SC  | 3 - ? (?)                                 | Al-Rayyan    |
| 2005 Dettagli                                                              | -           |  | Qatar SC  | 3 - ? (?)                                 | Al-Rayyan    |
| 2006 Dettagli                                                              | -           |  | Al-Arabi  | 3 - ? (?)                                 | Al-Rayyan    |
| 2007 Dettagli                                                              | -           |  | Al-Rayyan | 3 - ? (?)                                 | Al-Arabi     |
| 2008 Dettagli                                                              | -           |  | Al-Arabi  | 3 - ? (?)                                 | Al-Rayyan    |
| 2009 Dettagli                                                              | -           |  | Al-Arabi  | 3 - ? (?)                                 | Al-Rayyan    |
| 2010 Dettagli                                                              | -           |  | Al-Rayyan | 3 - ? (?)                                 | Al-Arabi     |
| 2011 Dettagli                                                              | -           |  | Al-Rayyan | 3 - ? (?)                                 | Al-Arabi     |
| 2012 Dettagli                                                              | -           |  | Al-Arabi  | 3 - ? (?)                                 | Al-Ahly Doha |
| 2013 Dettagli                                                              | -           |  | Al-Rayyan | 3 - ? (?)                                 | Al-Arabi     |
| Dal 2014 la competizione è denominata Coppa del Qatar                      |             |  |           |                                           |              |
| 2014 Dettagli                                                              | -           |  | Al-Arabi  | 3 - ? (?)                                 | Al-Jaish     |
| 2015 Dettagli                                                              | Doha        |  | Al-Arabi  | 3 - 1 (24-26, 25-23, 27-25, 25-23)        | Al-Rayyan    |
| 2016 Dettagli                                                              | Doha        |  | Al-Rayyan | 3 - 2 (21-25, 25-19, 25-17, 27-25, 18-16) | Al-Jaish     |
| 2017 Dettagli                                                              | Doha        |  | Al-Arabi  | 3 - 1 (25-21, 21-25, 25-17, 25-22)        | Al-Rayyan    |

## Palmarès
| Squadre   | Titoli | Stagioni                                                                                       |
| --------- | ------ | ---------------------------------------------------------------------------------------------- |
| Al-Arabi  | 16     | 1991, 1992, 1994, 1996, 1997, 1998, 1999, 2000, 2001, 2006, 2008, 2009, 2012, 2014, 2015, 2017 |
| Al-Rayyan | 9      | 1993, 1995, 2002, 2003, 2007, 2010, 2011, 2013, 2016                                           |
| Qatar SC  | 2      | 2004, 2005                                                                                     |